# 梅日尼茨科耶湖 (普柳薩區)
58°46′48″N 28°41′27″E / 58.7799915°N 28.6908817°E
梅日尼茨科耶湖（俄语：Межницкое），是俄羅斯的湖泊，位於該國西北部，由普斯科夫州負責管轄，處於普柳薩區，面積0.72平方公里，集水區面積29.6平方公里，平均水深2.8米，最大水深8.4米。